# Tlalocohyla godmani
Tlalocohyla godmani är en groddjursart som först beskrevs av Günther 1901.  Tlalocohyla godmani ingår i släktet Tlalocohyla och familjen lövgrodor. IUCN kategoriserar arten globalt som sårbar. Inga underarter finns listade i Catalogue of Life.